# Robben Ford
Robben Ford (Woodlake, 16 dicembre 1951) è un chitarrista, cantante e compositore statunitense.
Il suo stile spazia tra blues, jazz e fusion.

## Biografia
È cresciuto a Ukiah (California) dove, dopo 3 anni di studio del sassofono, ha cominciato a prendere lezioni di chitarra dal 1965 e dove ha comprato la sua prima chitarra nel 1969.
Il padre Charles aveva una propria band (chiamata, appunto, Charles Ford Blues Band) nella quale suonavano anche Robben ed i suoi fratelli Mark (armonica a bocca) e Patrick (batteria). Quest'ultimo è oggi il leader della Ford Blues Band, che vede alla chitarra e alla voce Volker Strifler (il secondo chitarrista di Robben).
La sua carriera da chitarrista professionista è iniziata nel 1969, quando la Charles Ford Blues Band aprì un concerto di Charlie Musselwhite.
Robben Ford si è guadagnato una fama mondiale come chitarrista nel tour di Miles Davis del 1986, nel quale univa gli espedienti tecnici del blues e del jazz. Robben ha anche suonato nei dischi e nei concerti di Jimmy Witherspoon, George Harrison, Joni Mitchell e con gli Yellowjackets di cui fu tra i membri formatori.

Il suo primo album - "Discovering the Blues" - è del 1972. I successivi Schizophonic (1976) e The Inside Story (1979) hanno ottenuto il disco d'oro nel 1980. 

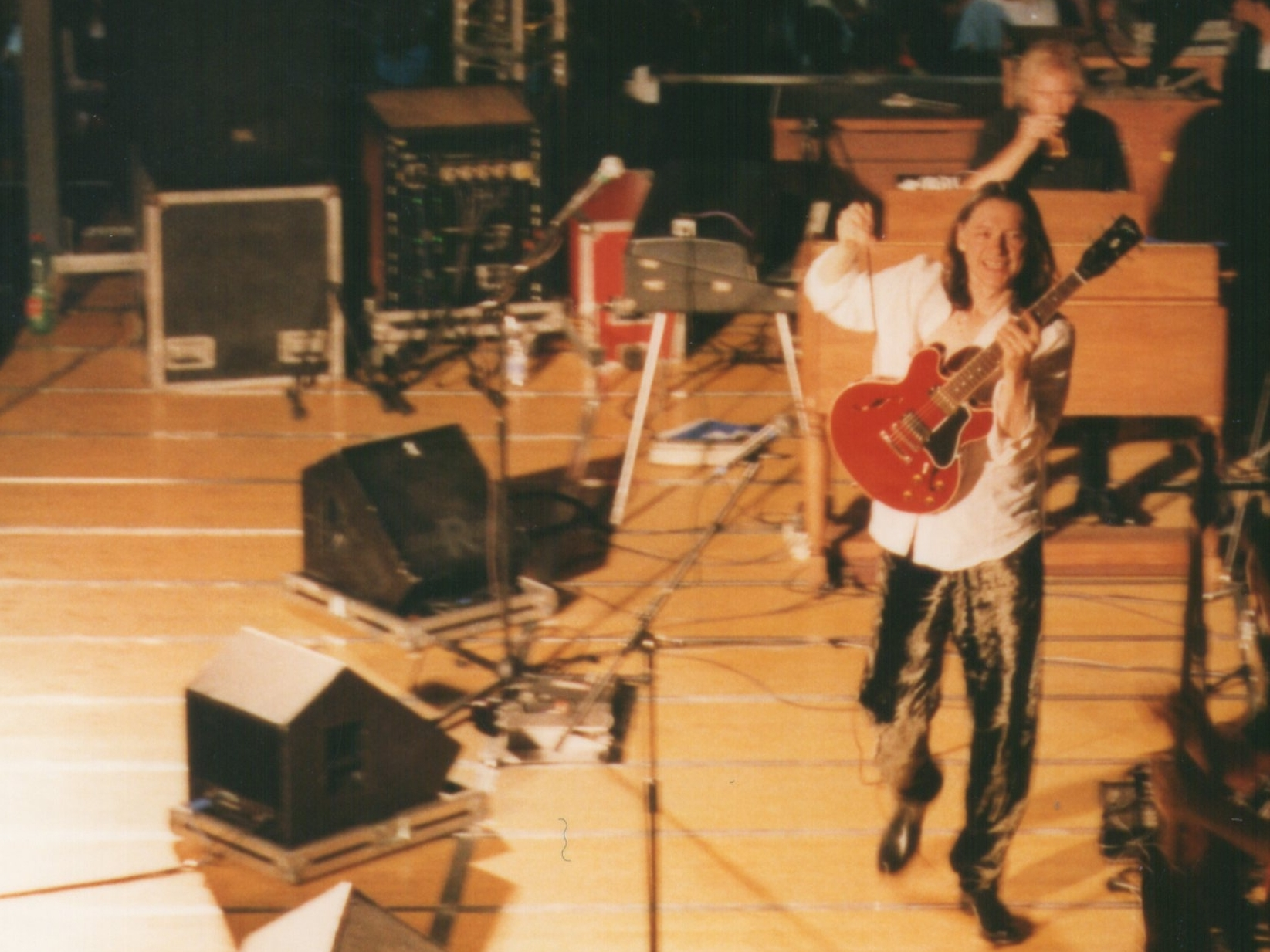
Robben Ford al Liri Blues Festival nel 2002

Nel 1983 ha pubblicato "WordS AnD MusiC", seguito da "Robben Ford" nel 1986. L'album successivo, "Talk to Your Daughter" (1988), ha ottenuto il disco d'oro nel 1989. Negli anni Novanta i suoi lavori migliori sono stati "Handful of Blues", "Blues Connotation" e "Tiger Walk", con un ritorno alle sue radici blues.
La strumentazione tipica di Robben Ford è costituita da due elementi fondamentali: gli amplificatori "Dumble" (costosissimi prodotti artigianali statunitensi) e la chitarra costruita per lui dalla Fender (la "Robben Ford Signature"). Negli ultimi anni ha abbandonato, sia dal vivo che in studio, la sua Fender Signature, per utilizzare una Fender Telecaster bianca del '60, o una Gibson Les Paul Gold Top del '57, o Gibson Les Paul di liuteria.
Ford è stato nominato uno dei "Migliori 100 chitarristi del ventesimo secolo" dalla storica rivista statunitense Musician.
Robben è sposato con Anne Kerry Ford, cantante da cabaret con la quale ha collaborato in diversi progetti.

## Discografia

### Album in studio
- 1976 - Schizophonic
- 1979 - The Inside Story
- 1988 - Robben Ford
- 1988 - Talk to Your Daughter
- 1988 - Words and Music
- 1992 - Robben Ford & the Blue Line
- 1993 - Mystic Mile
- 1995 - Handful of Blues
- 1996 - Blues Connotation
- 1997 - Tiger Walk
- 1999 - Supernatural
- 2001 - A Tribute to Paul Butterfield
- 2002 - Blue Moon
- 2003 - Keep on Running
- 2007 - Truth
- 2013 - Bringing it Back Home
- 2014 - A Day In Nashville
- 2015 - Into the Sun
- 2021 - Pure

### Live
- 1972 - Discovering the Blues
- 1998 - The Authorized Bootleg
- 2001 - Live in San Francisco

### Compilation
- 1997 - Blues Collection
- 1999 - Sunrise
- 2001 - Anthology: The Early Years

### Tribute album
- 2004 - Spin the Bottle: An All-Star Tribute to Kiss